# Messier 110
Messier 110 (znana tudi kot M110 in NGC 205) je pritlikava eliptična galaksija, ki je satelit Andromedini galaksiji. M110 vsebuje nekaj prahu in sledi o nedavnem roju zvezd, kar je na splošno za pritlikave galaksije zelo nenavadno.

## Zgodovina
M110 je po naključju odkril Charles Messier 10. avgusta 1773 med opazovanjem Andromedine galaksije. Caroline Herschel je 27. avgusta 1783 neodvisno odkrila galaksijo. Njen brat William Herschel je leta 1785 njeno odkritje opisal. M110 je leta 1966 Kenneth Glyn Jones dodal v Messierov katalog galaksij in ostaja zadnje telo, ki so ga dodali vanj.